# Estación Intermodal-Plaza de España
La estación Intermodal-Plaza de España o Intermodal-Palma (en catalán y oficialmente según SFM Intermodal-Plaça de Espanya), es la principal estación de transporte de Palma de Mallorca (España) y un intercambiador ferroviario de la línea M1 del Metro de Palma de Mallorca y de las tres líneas de cercanías que gestiona Servicios Ferroviarios de Mallorca, T1 (Palma de Mallorca-Inca), T2 (Palma de Mallorca-La Puebla) y T3 (Palma de Mallorca-Manacor). Fue inaugurada el 1 de marzo de 2007 coincidiendo con el día de las Islas Baleares. Hasta el 25 de abril, que es cuando se inauguró la red de metro, la estación solo fue operativa para los trenes de SFM.

## Historia
La estación de origen se situaba en el mismo lugar que el actual pero en superficie, y se inauguró en el año 1875 junto con la línea de Palma a Inca. La estación de Palma era y de hecho es la más importante de toda la isla. La estación primigenia en superficie disponía de multitud de vías, tres de ellas para el servicio de viajeros, con dos edificios principales dispuestos en paralelo a las vías. En Palma estaba también el depósito y talleres de la línea, con dos puentes giratorios, además de una zona para mercancías. Con la reforma de 2005 la estación se simplificó y pasó a tener únicamente dos vías con andén central, así como un tramo de tres vías a la salida dirección Inca. La estación en superficie dejó de prestar servicio en agosto de 2006, por el inicio de las obras de soterramiento de la línea desde Son Fuster. Se situó una estación provisional cerca de Pont des Tren, que funcionó hasta que se puso en marcha la nueva estación subterránea de Jacinto Verdaguer en septiembre de 2005.
Se inauguró oficialmente el 1 de marzo de 2007 coincidiendo con el día de las Islas Baleares para el servicio de trenes y el 25 de abril del mismo año para el servicio de metro, tan sólo 33 días antes de las elecciones municipales y autonómicas. Por este motivo no se hizo ninguna inauguración oficial, aunque la entonces alcaldesa de la ciudad, Catalina Cirer, viajó en el metropolitano ese día. Finalmente, el 5 de marzo de 2007 se ponía en servicio la estación ferroviaria actual subterránea. Hasta el 1 de octubre sería gratuito su uso, con el fin de que los usuarios fueran habituándose a la nueva infraestructura.
Los días 27 de agosto y 23 de septiembre de 2007 se produjeron graves inundaciones en la línea M1 de Metro, con lluvias en torno a los 15 l/m². Se produjeron filtraciones en la Estación Intermodal, por lo que se acordó el cierre provisional de la línea hasta que los técnicos resolvieran los problemas estructurales. El servicio se restableció el 28 de julio de 2008.
El 24 de febrero de 2012 se concluyeron las obras de la electrificación de la línea entre Palma y Empalme, aunque previamente ya el 16 de febrero de 2012 se inauguró la electrificación de la misma. Este hecho dio paso a unidades eléctricas de la serie 81 de SFM para cubrir este trayecto, realizándose en Empalme los trasbordos a unidades diésel de la serie 61 hasta La Puebla y Manacor, hasta la completa electrificación de la red el 8 de enero de 2019.
Con la electrificación hasta Inca realizada, SFM decidió entre Palma y Marrachí ofrecer un servicio de metro, sustituyendo al que venían haciendo sus trenes de cercanías, con el propósito de ofrecer mejor cobertura al área metropolitana de Palma de Mallorca. El primer viaje de la línea M2 de Metro se realizó el 13 de marzo de 2013, sobre la base de la infraestructura de la red de cercanías. Finalmente, el 29 de abril de 2022, SFM decidió cerrar la línea M2 de metro, traspasando la práctica totalidad de sus servicios a las líneas de cercanías de SFM, que explota en la actualidad un total de 77 kilómetros de vías en ancho métrico.

## La estación
La estación de Palma Intermodal se sitúa junto a la plaza de España, en el subsuelo del Parque de las Estaciones. Dispone de dos niveles, con un acceso por el lado de la plaza España, junto a uno de los antiguos edificios de viajeros, dotado de cuatro escaleras mecánicas, una escalera fija y un ascensor. El nivel superior acoge el vestíbulo, con las máquinas de venta de billetes, taquillas, punto de información, sala de espera y cafetería, además de las barreras tarifarias y comunicación con el vestíbulo de la estación de autobuses de Palma, que tiene 30 dársenas. Los trenes circulan por el nivel inferior, formado por diez vías terminales y cinco andenes entre ellas que confluyen en la parte posterior de los topes en un gran espacio común. De las diez vías existentes cuatro son destinadas al metro de Palma (vías 1 a 4) y las seis restantes a los restantes servicios ferroviarios (vías 5 a 10). Por el lado Inca existe un paso superior que une todos los andenes y que da acceso a diversas dependencias internas.

### Distribución
En la estación hay 3 niveles, distribuidos de la siguiente manera:
- Nivel 1:

- Distribuidor, taquillas, control de accesos, instalaciones de seguridad y zona de equipamientos y servicios.

- Nivel 2A: Estación ferroviaria con las siguientes características.

- 10 vías de tren con 5 andenes. 6 para los servicios de tren y 4 para los de metro.
- Control de Tráfico Centralizado (CTC).
- Sistemas de información al viajero.
- Capacidad de circulación de hasta 1 tren cada 3 minutos (hasta 20 circulaciones por hora).

- Nivel 2B: Estación de autobuses:

- 30 dársenas.
- Capacidad de circulación de hasta 1 autobús cada 45 segundos (hasta 90 circulaciones por hora).

- Nivel 3:

- Aparcamiento

### Accesos
- Plaza de España Pl. España, s/n (Estación Intermodal)
- Parque de las Estaciones Pl. España, s/n

## Servicios ferroviarios

### Metro
El horario de la línea M1 del Metro de Palma puede verse en este enlace. Existe una frecuencia de paso 20 minutos en días laborables y de 30 minutos los sábados por la mañana. Esta línea no presta servicio los sábados por la tarde ni domingos y festivos. Estos servicios se prestan con unidades eléctricas de la serie 71 de SFM. 
En cuanto a la línea M2 del Metro de Palma, suprimida casi en su totalidad en 2022, sólo presta servicios residuales, limitándose a dos circulaciones al día en días laborables. No existe este servicio en sábados y festivos, ni en sentido Palma-Marrachí. Éstos se prestan también con trenes de la serie 71 de SFM, circulando sin denominación de línea.
| procedencia/destino | < anterior        | Línea      | siguiente >       | destino/procedencia               |
| ------------------- | ----------------- | ---------- | ----------------- | --------------------------------- |
| Terminal            | Terminal          |            | Jacinto Verdaguer | Universidad de las Islas Baleares |
| Marrachí            | Jacinto Verdaguer | [ nota 2 ] | Terminal          | Terminal                          |

### Cercanías
La estación forma parte de las tres líneas de la red de cercanías de Servicios Ferroviarios de Mallorca (SFM). El servicio se presta con trenes eléctricos de la serie 81 de SFM, fabricados por CAF.
El horario de frecuencias de la estación puede consultarse en la siguiente página. En general, hay una frecuencia mínima de diez minutos hacia Palma en laborables y hasta de treinta minutos hacia Palma en sábados y festivos. Los tiempos de paso aumentan en las conexiones con La Puebla y Manacor, pudiendo llegar en algún momento a ser superior a la hora. Algunos de los servicios, conocidos coloquialmente como Inca Exprés y especialmente de la T2, no efectúan paradas intermedias hasta Marrachí.
| procedencia/destino | < estación | Línea      | estación >        | destino/procedencia |
| ------------------- | ---------- | ---------- | ----------------- | ------------------- |
| Terminal            | Terminal   | [ nota 3 ] | Jacinto Verdaguer | Inca                |
| Terminal            | Terminal   | [ nota 4 ] | Jacinto Verdaguer | La Puebla           |
| Terminal            | Terminal   | [ nota 5 ] | Jacinto Verdaguer | Manacor             |

## Galería

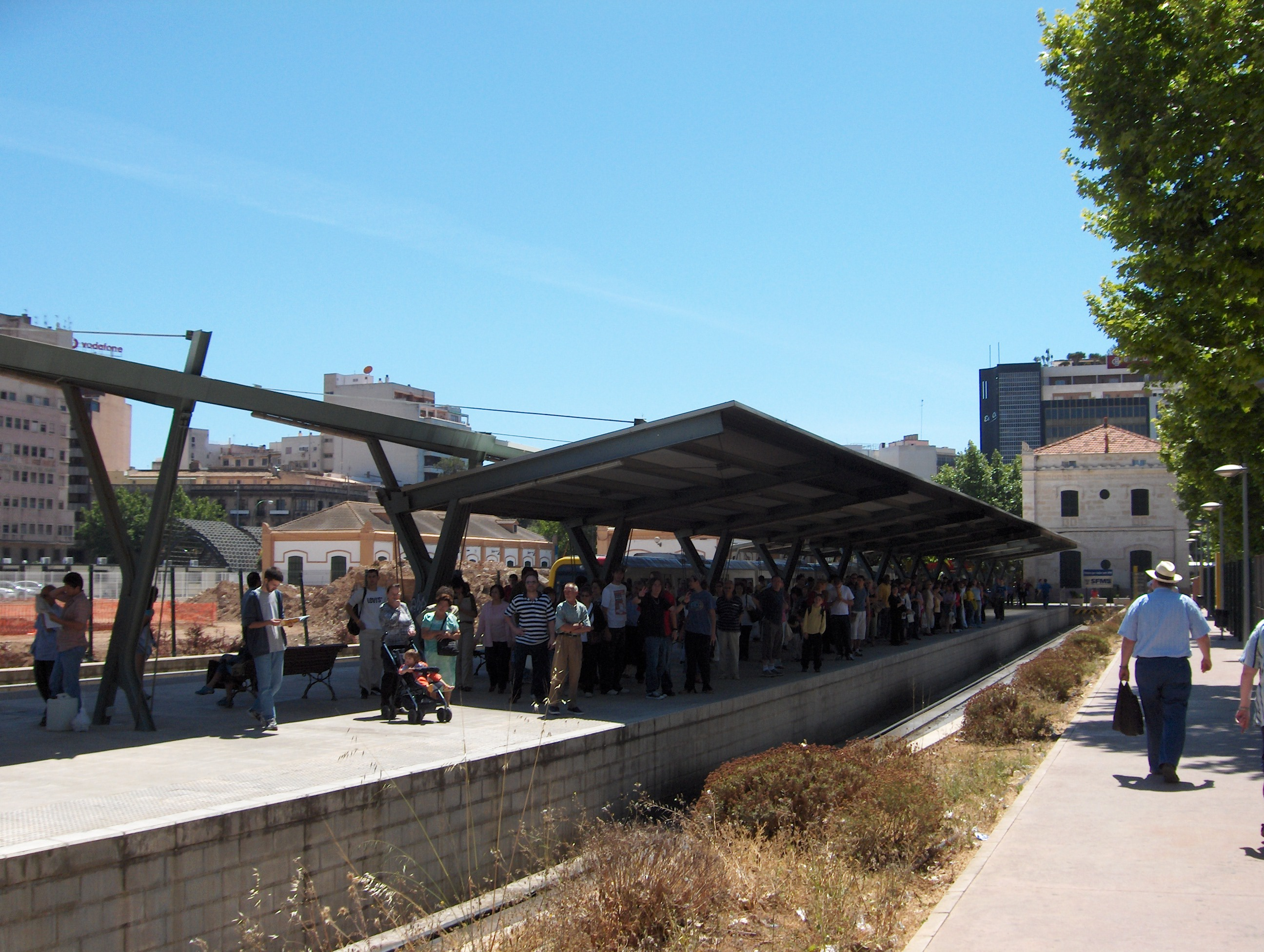
Estación Provisional de Plaza de España, durante las obras de la estación soterrada el 20 de mayo de 2005.
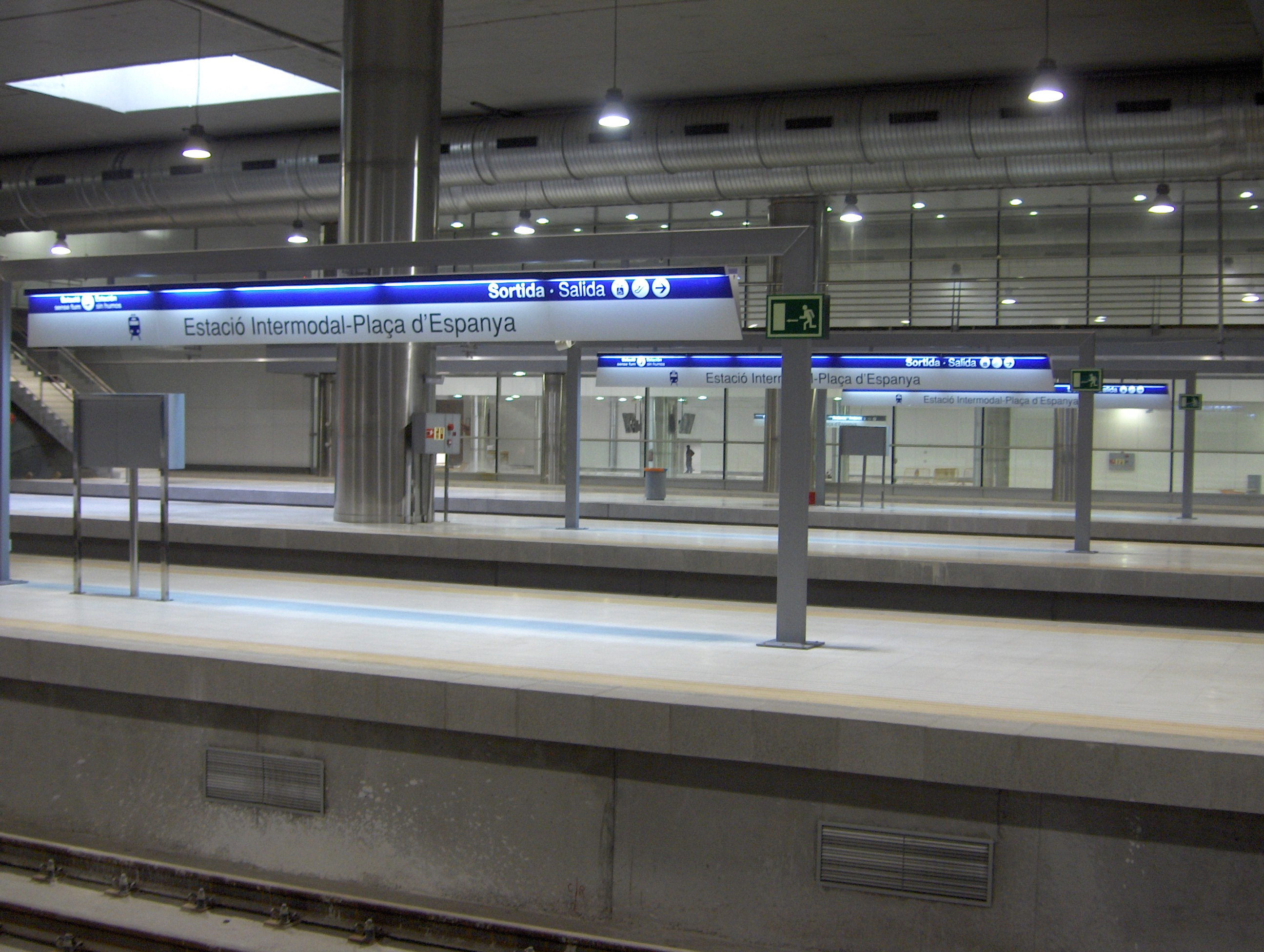
Vista de los andenes.
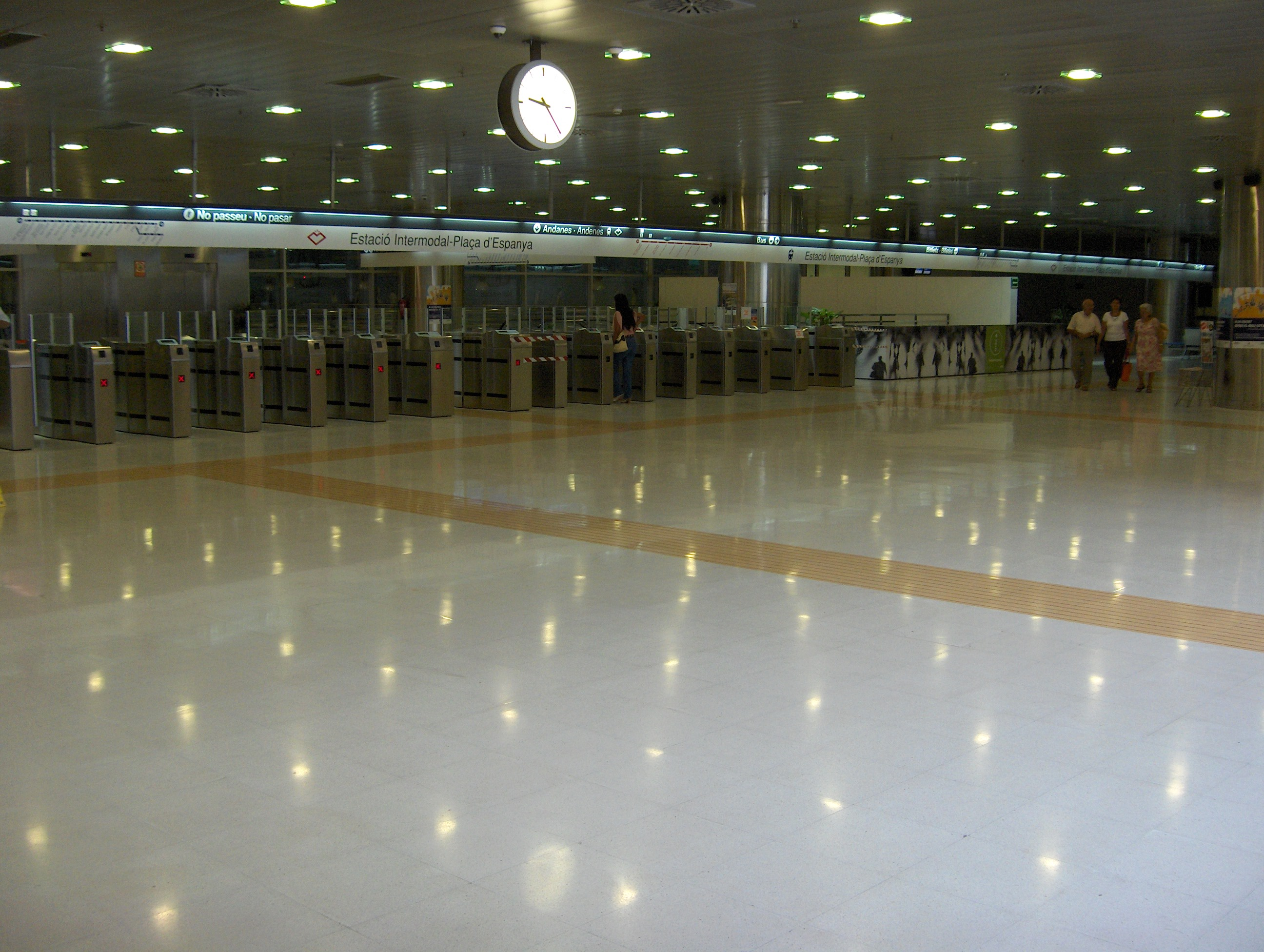
Vestíbulo de la estación
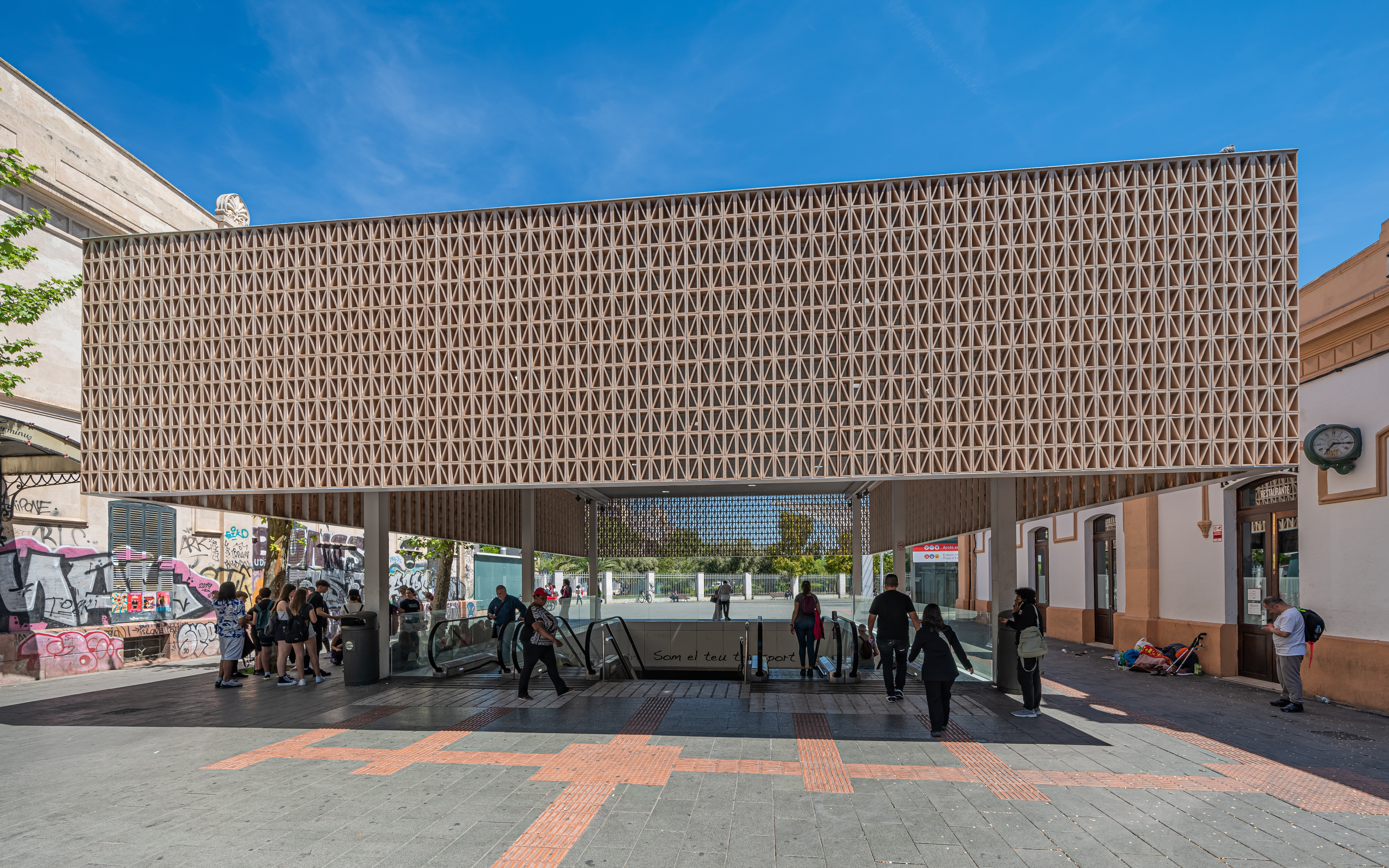
Entrada
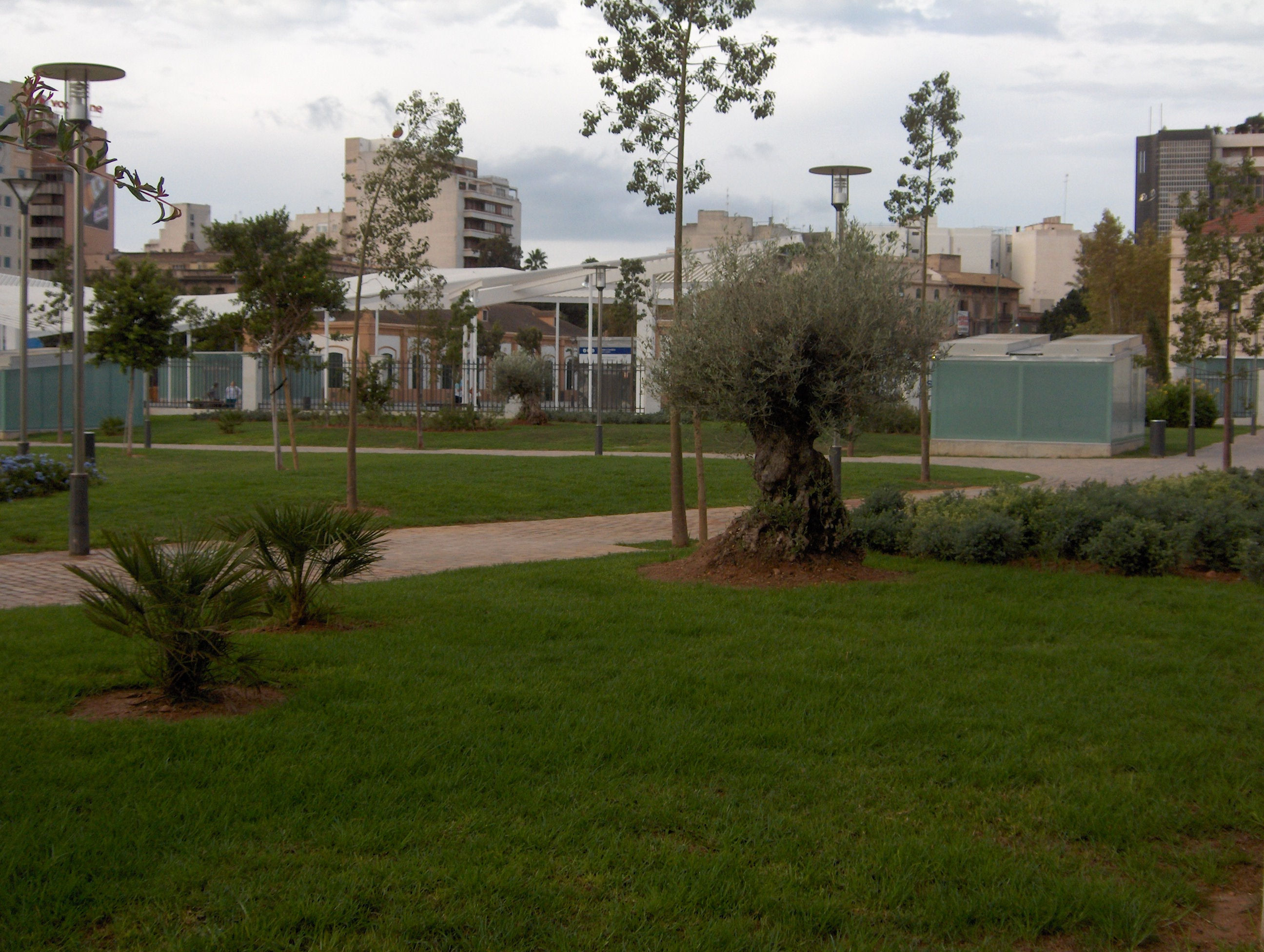
Parque de las estaciones, construido sobre la estación soterrada